# Nurguisa Adiletuly
Nurguisa Adiletuly (en kazajo: Нұрғиса Әділетұлы; 9 de octubre de 2000) es un deportista kazajo que compite en halterofilia.
Ganó dos medallas en el Campeonato Mundial de Halterofilia, en los años 2022 y 2024, ambas en la categoría de 96 kg.

## Palmarés internacional
| Campeonato Mundial | Campeonato Mundial | Campeonato Mundial | Campeonato Mundial |
| Año                | Lugar              | Medalla            | Categoría          |
| ------------------ | ------------------ | ------------------ | ------------------ |
| 2022               | Bogotá (Colombia)  | Medalla de plata   | 96 kg              |
| 2024               | Manama (Baréin)    | Medalla de oro     | 96 kg              |